# Джатдоев, Андрей Хасанович
Андрей Хасанович Джатдоев  (3 сентября 1962, Ставрополь — 30 апреля 2020, Ставрополь) — российский политический деятель.
Глава города Ставрополя с 1 октября 2016 по 30 апреля 2020. Глава администрации города Ставрополя с 7 февраля 2012 по 28 сентября 2016. Глава Ленинского района с 15 июля 2008 по 29 июня 2011.
Герой труда Ставропольского края (2019). Почётный гражданин города Ставрополя (2020).

## Биография
Андрей Хасанович Джатдоев родился 3 сентября 1962 года в Ставрополе.
В 1984 году окончил Ставропольский сельскохозяйственный институт, после чего начал трудовую деятельность в 1984 году с должности микробиолога Ставропольской биофабрики.
В 1985—1987 году служил в рядах Советской Армии.
После службы в армии, в 1987 году начал работу инструктором отдела комсомольских организаций Промышленного районного комитета ВЛКСМ, затем заведующим сектором информации Ставропольского крайкома ВЛКСМ.
В октябре 1987 года был назначен заведующим организационно-инструкторским отделом Промышленного райисполкома города Ставрополя.
С 1989 по 1996 год работал на должностях заведующего отделом, управляющего делами, заместителя главы администрации Промышленного района.
В ноябре 1996 года был назначен директором департамента экономики администрации Ставрополя.
В 2000 году получил юридическое образование в Московском современном гуманитарном институте по специальности «юриспруденция».
В феврале 2001 года назначен заместителем главы администрации Промышленного района города Ставрополя, а в 2003 году возглавил район.
С 2007 года по август 2008-го занимал должность первого заместителя главы администрации города Ставрополя, а в июле возглавил Ленинский район.
С 29 июня 2011 года назначен на должность первого заместителя главы администрации города Ставрополя.
С 7 февраля 2012 года решением Ставропольской городской Думы № 180 назначен исполняющим обязанности главы администрации города Ставрополя.
8 августа решением Ставропольской городской Думы возглавил администрацию города.
28 сентября 2016 года в соответствии с решением Ставропольской городской Думы от № 904 был назначен временно исполняющим полномочия главы города Ставрополя до избрания Ставропольской городской Думой главы города Ставрополя из числа кандидатов, представленных конкурсной комиссией по результатам конкурса.
1 октября 2016 года решением Ставропольской городской Думы № 18 избран мэром города Ставрополя на пятилетний срок.
В 2016—2020 годах — глава города Ставрополя.
Входил в состав Президиума регионального политического совета партии «Единая Россия».
В 2019 году удостоен звания «Герой труда Ставрополья».
Скоропостижно скончался 30 апреля 2020. По предположению неназванного источника Интерфакса, в результате отрыва тромба и сопутствующих сердечно-сосудистых заболеваний.
Отпевание 2 мая 2020 г. совершил митрополит Кирилл в Андреевском соборе г. Ставрополя. Похоронен в тот же день на Игнатьевском кладбище в Ставрополе.

## Деятельность
В период руководства Андрея Хасановича город Ставрополь выигрывал Всероссийском конкурс на самое лучшее благоустроенное поселение в 2014, 2015 и 2016 годах..
В апреле 2020 года в прессе и социальных сетях получил освещение диалог на странице Джатдоева в сети Instagram, когда в ответ на критику действий по борьбе с коронавирусной инфекцией Джатдоев предложил недовольным переехать в Соединённые Штаты Америки.
С 2012 года  по 2020 год был зафиксирован самый большой прирост населения за все время наблюдения. Так в 2012 году населения города Ставрополя едва превышало 400 тысяч человек, когда к концу 2020 население превысило полмиллиона. Именно в эти годы у руля города был Андрей Джатдоев.

## Память
В мае 2020 года Губернатор Ставропольского края Владимир Владимиров предложил назвать территорию отдыха на Комсомольском пруде в честь Андрея Джатдоева.
Решением Ставропольской городской Думы Андрею Джатдоеву присвоенно звание Почётный гражданин города Ставрополя.
3 сентября 2020 года в городе Ставрополе открыт памятник Андрею Джатдоеву.